# Bryan Oviedo
Bryan Josué Oviedo Jiménez (ur. 18 lutego 1990 w San José) – kostarykański piłkarz występujący na pozycji lewego obrońcy w LD Alajuelense i reprezentacji Kostaryki.

## Kariera klubowa
Oviedo seniorską karierę rozpoczął w 2008 roku w zespole CD Saprissa z Primera División de Costa Rica. Na początku 2010 roku przeszedł do duńskiego FC København. W Superligaen zadebiutował 5 maja 2010 roku w wygranym 4:0 meczu z HB Køge. W tym samym roku zdobył z zespołem mistrzostwo Danii. Na początku 2011 roku został wypożyczony na pół roku do FC Nordsjælland, z którym zdobył Puchar Danii. W połowie 2011 roku wrócił do FC København.

## Kariera reprezentacyjna
W reprezentacji Kostaryki Oviedo zadebiutował 27 stycznia 2010 roku w przegranym 2:3 towarzyskim meczu z Argentyną. W 2011 roku został powołany do kadry na Złoty Puchar CONCACAF. Zagrał na nim w pojedynku z Kubą (5:0) i Hondurasem (1:1, 2:4 w rzutach karnych). Z tamtego turnieju Kostaryka odpadła w ćwierćfinale.